# Telefon, Telefon
Telefon, Telefon foi a canção alemã no Festival Eurovisão da Canção 1957, interpretada em alemão por Margot Hielscher.
A canção foi a 7ª a ser interpretada (depois de Corry Brokken dos Países Baixos com "Net Als Toen" e antes de Paul Desjardins da França com "La Belle Amour". No final da votação, recebeu 8 pontos, ficando em 4º lugar, entre 10 participantes,
A canção é uma balada, com Hielscher cantando ao telefone dizendo notícias a alguém (do que se entende da letra, essas nptícias são de uma amante). No meio da canção, ela contesta o telefone e responde em inglês, francês, italiano e espanhol. Esta seção da letra começa o que é geralmente considerado "interpretações fingidas" história do concurso, com Hielscher levantando um telefone real durante sua interpretação.
A canção que a seguiu como representante alemã no Festival Eurovisão da Canção 1958 com Hielscher de novo, foi "Für zwei Groschen Musik".